# Савватия
Савватия — посёлок в Котласском районе Архангельской области.
Расположен в 30 км к югу от Котласа. В посёлке находится железнодорожная станция Савватия на линии Котлас — Киров.

## Аэродром
Военный аэродром Савватия был построен в 1967 году. 11 ноября 1967 года на аэродром Савватия из Хотилово Тверской (тогда Калининской) области был переведен 445 авиационный полк ПВО, имевший на вооружении дальние перехватчики Ту-128. Полк вошел в состав 3-го корпуса Московского округа ПВО.
В 1975 году 445 авиационный полк был переучен на истребители — перехватчики МиГ-25.
25 октября 1993 года 445 истребительный авиационный полк был объединен с 72-м гвардейским Полоцким ордена Суворова III степени истребительным авиационным полком из Амдермы и стал называться 458-й гвардейский Полоцкий ордена Суворова III степени истребительный авиационный полк. Новый полк перевооружили на истребители — перехватчики Миг-31.
Осенью 2009 года в ходе реформы ВС России авиационный полк был расформирован. До сентября 2010 года на аэродроме Савватия на истребителях-перехватчиках Миг-31 дислоцировалась 3-я истребительная эскадрилья авиабазы Мончегорск. С 2011 год аэродром Савватия недействующий.

## Население
| 2002 | 2010  | 2012 |
| ---- | ----- | ---- |
| 1971 | ↘1740 | ↘350 |